# Laurita
La laurita és un mineral de la classe dels sulfurs que pertany al grup de la pirita. Va ser descoberta l'any 1866 a la província de Borneo Meridional (Indonèsia), sent nomenat així per Wöhler, el seu descobridor, en honor de Laurie, l'esposa de Charles A. Joy, un químic americà.

## Característiques
La laurita és un sulfur de ruteni simple, que com tots els del grup de la pirita són sulfurs d'un metall que cristal·litzen en sistema cúbic. La seva duresa a l'escala de Mohs és de 7. Forma una sèrie de solució sòlida amb l'erlichmanita (OsS₂), en la qual la substitució gradual del ruteni per osmi va donant els diferents minerals de la sèrie. A més dels elements de la seva fórmula, RuS₂, sol portar com impureses: osmi, rodi, iridi o ferro.
Segons la classificació de Nickel-Strunz, la laurita pertany a «02.EA: Sulfurs metàl·lics, M:S = 1:2, amb Fe, Co, Ni, PGE, etc.» juntament amb els següents minerals: aurostibita, bambollaita, cattierita, erlichmanita, fukuchilita, geversita, hauerita, insizwaita, krutaita, penroseita, pirita, sperrylita, trogtalita, vaesita, villamaninita, dzharkenita, gaotaiita, alloclasita, costibita, ferroselita, frohbergita, glaucodot, kullerudita, marcassita, mattagamita, paracostibita, pararammelsbergita, oenita, anduoïta, clinosafflorita, löllingita, nisbita, omeiita, paxita, rammelsbergita, safflorita, seinäjokita, arsenopirita, gudmundita, osarsita, ruarsita, cobaltita, gersdorffita, hol·lingworthita, irarsita, jolliffeita, krutovita, maslovita, michenerita, padmaita, platarsita, testibiopal·ladita, tolovkita, ullmannita, willyamita, changchengita, mayingita, hollingsworthita, kalungaita, milotaita, urvantsevita i rheniita.

## Formació i jaciments
Apareix en complexes ultramàfics i els seus jaciments plaers derivats. Sol trobar-se associada a altres minerals com: cooperita, braggita, sperrylita, osmi, iridi, platí o cromita.